# Aulnat
Aulnat is een gemeente in het Franse departement Puy-de-Dôme in de regio Auvergne-Rhône-Alpes. Aulnat telde op 1 januari 2022 4.127 inwoners. De plaats maakt deel uit van het arrondissement Clermont-Ferrand en van het gemeentelijk samenwerkingsverband Clermont Auvergne Métropole.
In de gemeente ligt de Luchthaven Clermont-Ferrand Auvergne.

## Geografie
De oppervlakte van Aulnat bedroeg op 1 januari 2022 4,21 vierkante kilometer; de bevolkingsdichtheid was toen 980,3 inwoners per km².

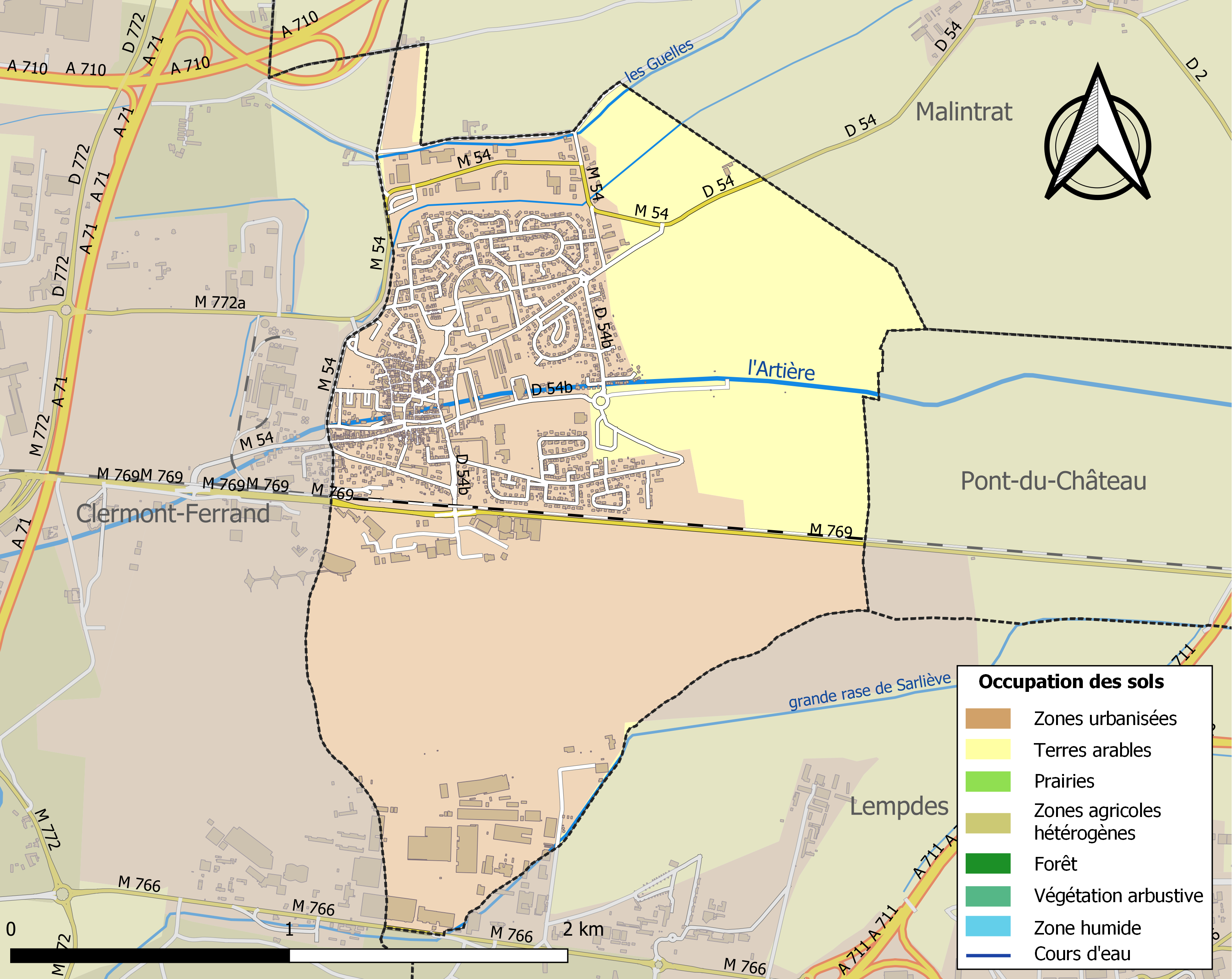
Kaart van de gemeente met belangrijkste infrastructuur, bodemgebruik en omliggende gemeenten

## Demografie
Onderstaande figuur toont het verloop van het inwonertal (bron: INSEE-tellingen).